# Siikajärvi (sjö i Finland, Mellersta Finland, lat 62,00, long 26,10)
Siikajärvi är en sjö i Finland. Den ligger i kommunen Joutsa i landskapet Mellersta Finland, i den södra delen av landet, 210 km norr om huvudstaden Helsingfors. Siikajärvi ligger 155,6 meter över havet. I omgivningarna runt Siikajärvi växer i huvudsak blandskog. Arean är 1,8 kvadratkilometer och strandlinjen är 12,27 kilometer lång. Sjön  ingår i Kymmene älvs huvudavrinningsområde. 